# Овсепян, Гурген Саркисджанович
Гурге́н Саркисджа́нович Овсепя́н (арм. Գուրգեն Սարգիսջանի Հովսեփյան, 1 апреля 1940, Шушикенд) — армянский, советский учёный, доктор технических наук, профессор, академик Российской Академии Естественных Наук. Член специализированных научных советов. Автор более 160 научных работ и 13 книг, опубликованных в Армении, России, в странах СНГ и в США. Работает в Национальном политехническом университете Армении (НПУА). Более 20 лет профессор Овсепян руководил научной частью департамента «Недрология и металлургия» в Государственном инженерном университете Армении (ГИУА).

## Биография
Родился в 1940 году в деревне Шушикенд, Степанакертского района, Нагорно-Карабахской автономной ообласти в многодетной семье (7 братьев и 1 сестра). Среди его многочисленного рода, проживающего в различных странах по всему миру, есть: член писателей союза ССР, министр спорта НКР, главный архитектор НКАО, директор Дома культуры и просвещения, экономисты, литературные работники, работники научных организаций, менеджеры, главные бухгалтеры, преподаватели, учителя и другие (НКР), главный инженер, специалисты банковского дела, программисты и другие (РФ), владельцы малого бизнеса, заведующий банком, хирург, экономисты, программисты, социальные работники и другие (США), 4 кандидата наук, доктор, профессор.
Окончил школу с медалью и переехал в Ереван для получения дальнейшего образования.
В 1960—1966 годах учился в машиностроительном факультете Ереванского политехнического института.
С 1966 по 1987 годах работал в Армянском машиностроительном научно-исследовательском институте (АрмНИИМаш) научным сотрудником, старшим научным сотрудником, заведующим лабораторией.
В 1976 году окончил Горковский Институт народного хозяйства по специальности «Основы экономики и производственный менеджмент».
В 1981 году в Ленинградском политехническом институте защитил кандидатскую диссертацию.
В 1987 году Высшей аттестационной комиссией СССР был присужден научного звания старшего научного сотрудника.
В 1996 году в Ереванском политехническом институте защитил докторскую диссертацию.
В 1997 году Высшей аттестационной комиссией РА был присужден звания профессора.
В 2002 году — действительный член Российской академии естественных наук. Академик.
В 1989—2012 годах — работал заместителем декана по научной части в факультете Металлургии и недрологии ГИУА.
В 2004—2009 годах — заведующий кафедрой металлургии и материаловедения ГИУА.
В настоящее время работает профессором в НПУА на кафедре металлургии и материаловедения.

### Семья
Жена — с 1947 года Овсепян (Топалян) Нора Мануковна, филолог, учитель-методист французского языка со стажем более 40 лет.
Дети:
Овсепян Наира Гургеновна (1970), к.т.н, инженер-системотехник, преподаватель.
Овсепян Карине Гургеновна (1974), магистр, инженер-системотехник, оператор ЭВМ.

## Основные направления научной деятельности
1. Химико-термическая обработка металлов и сплавов.
2. Получение износостойких покрытий на поверхности металлорежущих инструментов.
3. Разработка технологических процессов ренирования деталей и инструментов.

## Труды
- Овсепян Гурген имеет 160 научных работ как в армянских, так и в зарубежных научных и периодических изданиях. Некоторые статьи опубликованы в сети Интернет.
- Получил 8 патентов СССР и РА.
- Овсепян Гурген является автором 13 учебных пособий и учебников.
- Руководил многочисленными научными темами, результаты которых внедрены в производство.
- Под его руководством защитились аспиранты и доктора.
- Руководил многочисленными магистерскими диссертациями и дипломными работами.

## Членство в научных организациях
- Действительный член Российской академии естественных наук (с 2002)
- Член специализированного научного совета «Материаловедение и композиционные материалы» (шифр 031). (1998—2013)
- Член специализированного научного совета «Механизация сельскохозяйственного производства и машин» (шифр 033). (2000—2005)
- Член научной коллегии журнала «Вестник» НПУА[3]. (с 2012)

## Сочинения
1. Г.С. Овсепян, К.С. Татарян. Как выбрать любимую профессию. 30 с. Ер.: Изд. «Чартарагет», 1982
2. Г.С. Овсепян. Инструментальные материалы. Повышение износостойкости инструментов. Учебное пособие, 83 с. Ер.: Изд. «Чартарагет», 1985
3. Г.С. Овсепян. Нагревательные устройства. Учебное пособие, 63 с. Ер.: Изд. «Чартарагет», 2006
4. Г.С. Овсепян, А.Н. Казарян, К.Г. Карапетян. Исследование металлических и металлокерамических твердосплавных пластин. Методические указания, 37 с. Ер.: Изд. «Чартарагет», 2008
5. Г.С. Овсепян, К.Г. Карапетян. Механические свойства и строения рения. Учебное пособие. 112 с. Ер.: Изд. «Чартарагет», 2009
6. Г.С. Овсепян, М.Б. Сафарян,  Х.А. Карапетян, К.Г. Карапетян. Обработка металлов давлением. Учебное пособие. 53 с. Ер.: Изд. «Чартарагет», 2009
7. Г.С. Овсепян, К.Г. Карапетян, А.Н. Казарян. Нагревательные устройства. Соляные печи-ванны. Учебное пособие. 124 с. Ер.: Изд. «Чартарагет», 2010
8. Г.С. Овсепян, К.Г. Карапетян. Термотехника. Теория теплообмена. Учебное пособие. 72 с. Ер.: Изд."Чартарагет", 2011
9. Г.С. Овсепян. Нагревательные устройства для термохимической обработки. Учебные пособия. 84 с. Ер.: Изд. «Чартарагет», 2012
10. Г.С. Овсепян, К.Г. Карапетян, Н.Г. Овсепян. Контроль качества металлов, сплавов и композиционных материалов. Методические указания. 60 с. Ер.: Изд. «Чартарагет», 2013
11. К.Г. Карапетян, Г.С. Овсепян. Контроль качества металлов и композиционных материалов. Учебное пособие. 108 с. Ер.: Изд. «Чартарагет», 2014
12. Г.С. Овсепян. Металлургическая термотехника и нагревательные устройства. Учебник. 242 с. Ер.: Изд. «Чартарагет», 2016
13. Г.С. Овсепян, Х.А. Карапетян, Л.П. Галстян. Металлургическая термотехника, печи и нагревательные устройства. Методические указания. 64 с. Ер.: Изд. «Чартарагет», 2019